# 瓦德加奥恩罗阿德
瓦德加奥恩罗阿德（Wadgaon Road），是印度马哈拉施特拉邦Yavatmal县的一个城镇。总人口30786（2001年）。

## 人口
2001年总人口30786人，其中男性16081人，女性14705人；0—6岁人口3295人，其中男1815人，女1480人；识字率81.16%，其中男性为84.55%，女性为77.46%。